# Weenzen
Weenzen este o comună din landul Saxonia Inferioară, Germania.